# Richard Carlson
Richard Du Toit Carlson (ur. 29 kwietnia 1912 w Albert Lea, zm. 24 listopada 1977 w Encino w stanie Kalifornia) – amerykański aktor, reżyser i scenarzysta.
8 lutego 1960 otrzymał własną gwiazdę w Alei Gwiazd w Los Angeles znajdującą się przy 6333 Hollywood Boulevard.

## Życiorys
Urodził się w Albert Lea w stanie Minnesota jako najmłodsze z trojga dzieci Mabel E. DuToit i Henry’ego Claya Carlsona, adwokata pochodzenia duńskiego. Miał starszą siostrę Margaret i starszego brata Henry’ego. Ukończył studia na wydziale teatralnym Uniwersytetu Minnesoty, gdzie pisał i reżyserował sztuki teatralne oraz był członkiem Phi Beta Kappa Society. Ukończył z cum laude, uzyskując tytuł Master of Arts. Następnie Carlson otworzył własny teatr repertuarowy w Saint Paul. Kiedy teatr upadł, Carlson przeniósł się do Nowego Jorku. 
W 1935 debiutował na scenie Broadwayu w przedstawieniu Trzech mężczyzn na koniu. Wystąpił potem na Broadway w komedii Mary Chase Teraz to zrobiłeś (1937) w roli Lawrence’a Ainswortha, sztuce Sidneya Howarda Duch Yankee Doodle (1937) jako Martin Holme u boku Ethel Barrymore, Whiteoaks (1938) w roli Piersa i komedii muzycznej Gwiazdy w twoich oczach (1939) jako John Blake. Napisał też sztukę Western Waters, wystawianą w 1937. Po raz pierwszy wystąpił na ekranie w komedii Młode serca (The Young in Heart, 1938) z Janet Gaynor. W 1952 zadebiutował jako reżyser krótkometrażowego filmu familijnego Lot do Kalifornii (Flight to California). Dwa lata później zrealizował niezależny amerykański film fantastycznonaukowy Jeźdźcy do gwiazd  (Riders to the Stars, 1954) i western Strzały na granicy (Four Guns to the Border, 1954) z udziałem George’a Nadera.
Zmarł na krwotok śródmózgowy w wieku 65 lat.

## Filmografia

### Filmy
- 1938: Młode serca (The Young in Heart) jako Duncan Macrae
- 1939: Dancing Co-Ed jako Michael „Pug” Braddock
- 1950: Kopalnie króla Salomona jako John Goode
- 1953: Seminole jako major Harlan Degan
- 1953: Przybysze z przestrzeni kosmicznej jako John Putnam
- 1955: Potwór z Czarnej Laguny jako dr David Reed
- 1968: Władza jako profesor Norman E. Van Zandt
- 1969: Złamane śluby jako biskupa Finley

### Seriale
- 1964: Ścigany jako Allan Pruitt
- 1968: Bonanza jako Arch Hollinbeck